# Route nationale 1 (Guadeloupe)
Pour les articles homonymes, voir Route nationale 1.
La route nationale 1, ou RN 1, est une route nationale française en Guadeloupe de 59 km, qui relie, par la côte-au-vent de l'île de Basse-Terre, Basse-Terre à Pointe-à-Pitre (dont elle constitue la rocade).

## Tracé
- Basse-Terre, connectée à la RN 2
- Gourbeyre
- Trois-Rivières
- Bananier (Capesterre-Belle-Eau)
- Saint-Sauveur (Capesterre-Belle-Eau)
- Capesterre-Belle-Eau (Temple Changy)
- Sainte-Marie (Capesterre-Belle-Eau)
- Goyave
- Petit-Bourg
- Collin ou la Lézarde (Petit-Bourg), connectée à la RD 1
- Versailles (Petit-Bourg), connectée à la RD 2 et la route de la Traversée (RD 23)
- ZI Jarry-Houëlbourg (Baie-Mahault), connectée à la RN 10
- Connections à la RN 2
- La jaille (Baie-Mahault) connectée à la RN 11
- Pont de la Gabarre
- Pointe-à-Pitre

## Sites desservis ou traversés
- Basse-Terre : Fort Delgrès
- Gourbeyre : Marina de Rivière Sens, Bains de Dolé
- Trois-Rivières : Musée de la Banane
- Capesterre-Belle-Eau : Temple hindou de Changy, distillerie Longueteau, Habitation Bois Debout, plage de Roseau, plage de Bananier, Allée Dumanoir
- Petit-Bourg : Distillerie Montebello, plage de Viard
- Baie-Mahault : ZI Jarry-Houëlbourg, Centre commercial Destreland, Camp Dugommier

## Échangeurs
rappel
- Début de la rocade sud de Pointe-à-Pitre
- vers le centre hospitalier universitaire de Pointe-à-Pitre
- Baimbridge vers la route département 129
- vers route nationale 5
- Le Raizet vers Route départementale 125
- La Gabarre vers Grand camp
- sur 850 mètres
- Pont de la Gabarre
- fin de la rocade sud de Pointe-à-Pitre
- Jarry houelbourg
- La Jaille vers RD32 et RN11
- sur 1500 mètres
- Échangeur entre N1 et N2 et le centre-ville de Baie-Mahault
- Moudong vers Jarry

- Daubin La Retraite vers Versailles et la route de la traversée
- Les Mamelles vers la route de la traversée

- La lézarde vers centre commercial Collin
- Petit-Bourg vers le centre-ville de Petit-Bourg

- Pont Moustique

- Fin de la voie rapide (non afficher par un panneau)
- Giratoire vers Petit-Bourg centre

- Giratoire vers le centre-ville de Goyave
- Chemin de Barthélémy

- Giratoire
- Viaduc du Pérou
- Giratoire vers Capesterre-Belle-Eau
- Début de la rocade de Capesterre-Belle-Eau

- Viaduc des ravines
- Capesterre-Belle-Eau vers centre-ville et allée Dumanoir
- allée Dumanoir
- Viaduc du Grand Carbet

- Fin de la rocade de Capesterre-Belle-Eau
- Giratoire :

- Chutes du Carbet
- Giratoire : vers l'hôpital de Capesterre-Belle-Eau

- Trois-Rivières vers centre-ville de Trois-Rivières
- vers département 5
- vers le chemin de la Regrétté

- Giratoire :
- Giratoire :
- Saint-Charles

- Rivière sens vers la Marina de Rivière Sens et le centre-ville de Basse-Terre

- Giratoire vers le centre-ville de Basse-Terre et la route nationale 2